# FS E403 sorozat
Az FS E403 sorozat egy olasz 3000 V egyenáramú és 25 kV 50 Hz váltakozó áramú, Bo'Bo' tengelyelrendezésű villamosmozdony-sorozat. A Trenitalia használja a nagysebességű vasútvonalakon tehervonatok továbbítására. Összesen 24 db készült belőle.

## Története
A 2000-es évek elején a Trenitalia terveket dolgozott ki teherszállítási tevékenységeinek a kontinentális Európára való kiterjesztésére, különösen az Olaszország-Ausztria-Németország folyosón. A tervek megvalósításához egy új mozdonyt kellett kifejleszteni, amely eredetileg az E.402C jelzést kapta. Ez az FS E402B mozdony továbbfejlesztése volt, az ezekben az országokban való üzemeltetéshez szükséges kiegészítő felszereléssel és lényegesen eltérő Hembot forgóvázakkal. A mozdonyokat eredetileg 2004 és 2006 között szállították volna le.
A programot súlyos csapások érték: mivel az AnsaldoBreda ezt a mozdonysorozatot kizárólag a Trenitalia számára, nem szabványos platformra építette (ellentétben a Bombardier TRAXX és Siemens EuroSprinter mozdonyokkal, amelyek szabványos alkatrészeket használnak), a költségek robbanásszerűen megnőttek. A mozdony méretét csökkentették az 1,5 kV-os és 15 kV-os részek, valamint a francia, német és osztrák biztonsági rendszerek eltávolításával. Ehelyett a Trenitalia 51%-os részesedést szerzett a TX Logistikban, és engedélyt kért az FS E412 mozdonyaira Ausztriában és Németországban. A (korlátozott) osztrák és német engedélyt 2006-ban adták meg, és a TXLogistik mozdonyvezetői üzemeltették a vonatokat Ausztriában és Németországban.
Az E.402C programot 2005-ben átnevezték E.403-ra, és még ugyanebben az évben véglegesítették a jellemzőit: a mozdonyt mostantól gyors tehervonatokon fogják használni, amelyek részben az új nagysebességű vonalakon közlekednek. A szállítások 2006-ban kezdődtek, és az engedélyezést 2007-re tervezték. Azonban 2010 februárjáig egyetlen tehervonat sem közlekedett a nagysebességű vonalakon, és az E.403-asok még nem álltak menetrendszerű szolgálatba. 2010 első hónapjaiban a Trenitalia úgy döntött, hogy ezeket a mozdonyokat a személyszállítási részleghez rendeli.